# Nuovo catechismo olandese

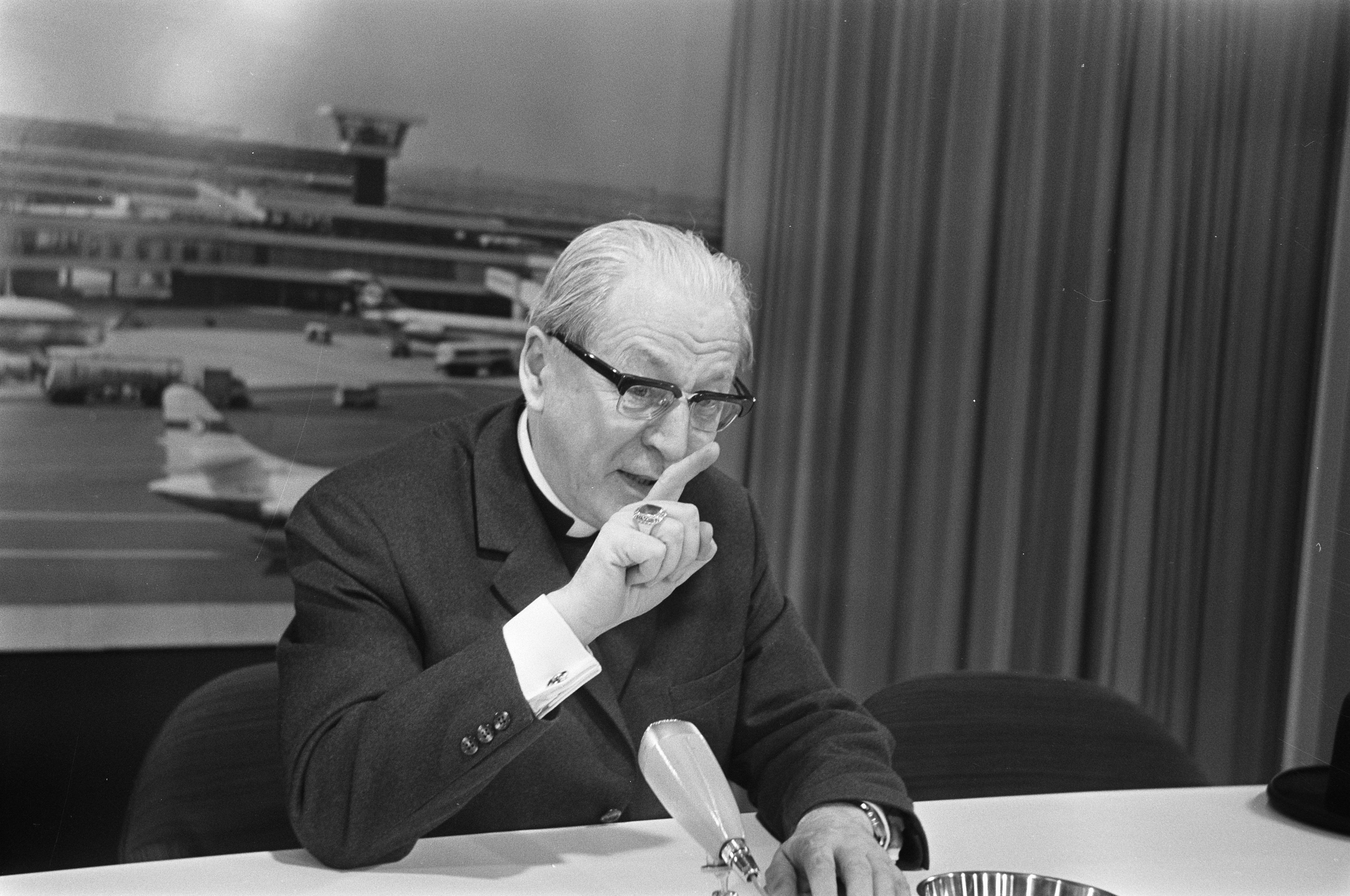
Conferenza stampa del Presidente della Conferenza episcopale dei Paesi Bassi cardinale Bernard Jan Alfrink, 11 luglio 1969

Il Nuovo catechismo olandese o Catechismo per adulti è un'opera di catechesi pubblicata il 4 ottobre 1966 con il titolo Nieuwe Katechismus (Nuovo Catechismo) dalla Conferenza episcopale dei Paesi Bassi. Aperto all'ecumenismo, mette in discussione o relativizza alcune verità accettate per dogma dalla fede cristiana. Scritto in una prospettiva umanistica e ottimista, mostra l'influenza di teologi cattolici contemporanei come Edward Schillebeeckx e Pierre Teilhard de Chardin. Il suo obiettivo era quello di diffondere un insegnamento della fede cattolica conforme allo "spirito" del Concilio Vaticano II.
L'opera, di circa seicento pagine, è stata tradotta in diverse lingue (inglese, tedesco, francese, portoghese, ecc.). Ebbe un successo incredibile, anche tra i non credenti, vendendo in poco tempo quattrocentocinquantamila copie. Negli Stati Uniti, gli fu assegnato un premio nazionale di best seller nel 1968.

## Genesi
Nel 1956 i vescovi dei Paesi Bassi diedero l'incarico all'Istituto Superiore di Catechetica di Nimega di rivedere profondamente il catechismo del 1949. Fu creata quindi una commissione la quale giunse alla conclusione che bisognava fare una netta distinzione tra un catechismo per bambini e un catechismo per adulti, dubitando fortemente dell'utilità di un catechismo per bambini. Su tali basi, il 16 luglio 1961, l'arcivescovo di Utrecht, cardinale Bernard Jan Alfrink incaricò l'Istituto catechistico superiore di Nimega di studiare e preparare un catechismo per adulti.
Un progetto di base di oltre duecento pagine venne consegnato all'episcopato olandese nel marzo 1962. Tale progetto venne poi inviato ai rappresentanti di gruppi di ricerca e di discussione (teologi, seminaristi, esegeti, psicologi, sociologi, padri e madri di famiglia).
Dopo questa fase consultiva, nella primavera del 1963 riprese il lavoro sul testo del catechismo. Il nuovo elaborato fu poi inviato ad un numero allargato di persone che fornirono circa diecimila risposte. Sulla base di tali risposte fu rivista la bozza del testo elaborato sinora da parte di una nuova commissione di quattro componenti, oltre a numerosi consulenti provenienti dai gruppi di ricerca sopra indicati. Il compito della stesura definitiva in buon forma venne affidato allo scrittore Guus van Hemeert.

## Presentazione
Il 9 ottobre 1966 il cardinale Alfrink, in qualità di Presidente della Conferenza episcopale dei Paesi Bassi concesse il suo imprimatur al Nuovo catechismo. Il documento esprimeva posizioni fortemente progressiste nell’ambito della dottrina della Chiesa cattolica. Lo stesso giorno – domenica – il cardinale presentò l'opera con un'omelia molto favorevole, nella Messa da lui celebrata alla Cattedrale di Utrecht e trasmessa per televisione. Contemporaneamente, nelle chiese dei Paesi Bassi venne letta una lettera pastorale dei vescovi olandesi sul Nuovo catechismo.
Dopo appena un mese e mezzo dalla presentazione del Nuovo catechismo, il 22 novembre 1966, un gruppo di cattolici olandesi presentarono autonomamente una petizione di denuncia al Papa: 
Si chiedeva se "corrispondano o no alla fede."
La lettera di denuncia rilevava in particolare la criticità di tali temiː 
- la verginità perpetua di Maria;
- il peccato originale;
- l'Eucaristia;
- il modo di presentare il Protestantesimo;
- il controllo delle nascite;
- la creazione dell'anima e il suo carattere spirituale e immortale;
- l'esistenza degli angeli.

Esso concludeva:
Tale petizione fu l'occasione per un immediato intervento della Santa Sede.
Il Catechismo segnò l'inizio della cosiddetta "crisi post-conciliare" della Chiesa cattolica romana, indicativamente collocata tra il 1965 e il 1985, crisi che si manifestò soprattutto nella forte polarizzazione del dibattito controverso che seguì la sua pubblicazione.

## Struttura
Il Catechismo olandese è diviso in cinque parti.

### L'esserci: un segreto
Come fondamento antropologico, viene presentata la contingenza della vita umana e quindi il desiderio di Dio e della sua parola, a partire dalle domande umane. Questa parte costituisce la base da cui partono le parti successive.

### La via a Cristo
Nel primo capitolo ("La via delle nazioni") sono riconosciute le varie religioni e visioni del mondo nel loro sforzo di rispondere alle domande fondamentali dell'esistenza umana. Nel secondo capitolo ("La via di Israele") sono illustrate le esperienze storiche del popolo di eletto con il suo Dio (sezioni "I miracoli di Dio" e "La Parola di Dio") come presupposto per la creazione dell'Antico Testamento (sezione "Le Sacre Scritture") ed è fornito uno schema di comprensione e categorizzazione della Bibbia per la fede.

### Il Figlio dell'uomo
La sezione sul figlio dell'uomo Gesù Cristo segue in gran parte la storia della vita del Salvatore, ma fa ripetutamente riferimento ad affermazioni teologiche fondamentali. Ai capitoli su Giovanni Battista ("L'uomo che rendeva testimonianza alla luce"), sui racconti dell'infanzia ("L'origine di Gesù") e sul "Battesimo e la tentazione" seguono i capitoli sui temi centrali dell'opera e della predicazione di Gesù: "Il regno di Dio", "I segni", "Il Signore ci insegna a pregare", "L'obbediente ci mostra la volontà del Padre", "L'unto raduna la sua Chiesa". Il capitolo "Chi è?" riflette sul legame tra Gesù e la cristologia. I capitoli conclusivi ("In cammino verso la Pasqua", "L'Ultima Cena", "La morte del giusto", "Disceso nel regno dei morti", "Risorto e ancora con voi", "La celebrazione della Pasqua", "Siede alla destra del Padre", "Manderò l'aiuto") sono più fortemente orientati verso affermazioni cristologiche rispetto ai capitoli precedenti.

### La via di Cristo
I capitoli "Chiesa giovane" e "Storia della Chiesa" costituiscono l'introduzione ai capitoli sulla vita di fede, che si basano sui singoli sacramenti e sui dieci comandamenti.

### La via verso la perfezione
Il capitolo "Le ultime cose" affronta temi escatologici. Il capitolo "Dio" riflette soprattutto sulle affermazioni fondamentali sulla distanza e sulla vicinanza di Dio e si conclude con il capitolo "Dio è amore".

## La reazione della Santa Sede

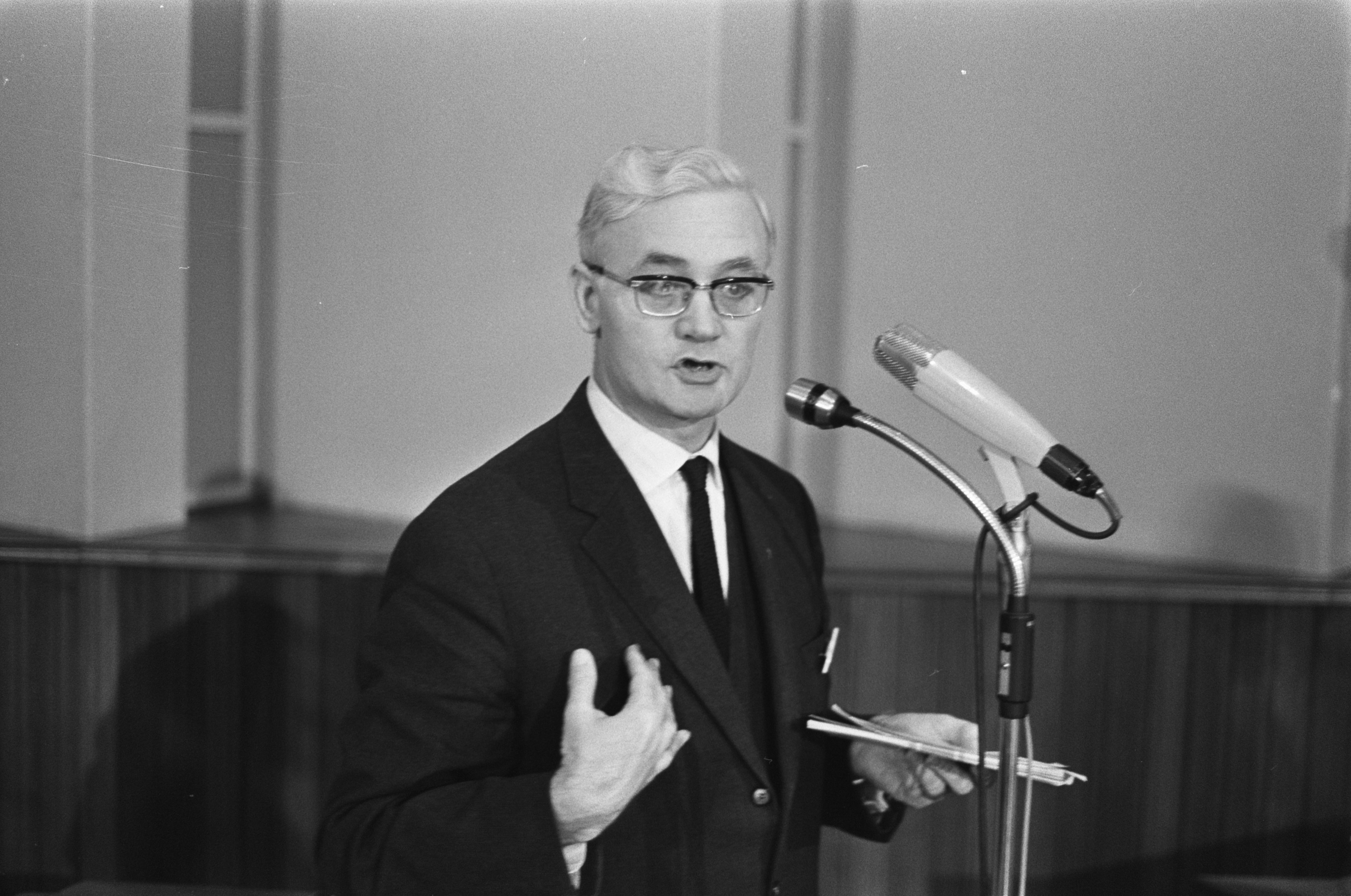
Un intervento del teologo Edward Schillebeeckx al Consiglio pastorale di Noordwijkerhout, 6 gennaio 1970

Date le reazioni contrarie dell’ala conservatrice del cattolicesimo, nel febbraio 1967, Papa Paolo VI nominò un’apposita commissione cardinalizia segreta che criticò fortemente il nuovo catechismo olandese, soprattutto in cristologia, ecclesiologia ed escatologia.
Il 30 marzo 1967 il Papa scrisse al cardinale Alfrink che il nuovo catechismo non poteva lasciare spazio a fraintendimenti sulla nascita verginale di Cristo, sull'esistenza del angeli e quanto alla natura della soddisfazione e del sacrificio che Cristo ha offerto al Suo Padre celeste per redimere i peccati e per riconciliare gli uomini con il Padre.
Si decise di delegare tre rappresentanti per parte per ricomporre i rispettivi dissensi. Per l’episcopato olandese erano presenti il teologo e sacerdote belga Edward Schillebeeckx, il responsabile della catechesi degli adulti presso l'Istituto Superiore di Catechetica di Nimega W. Bless e Piet Schoonenberg, professore di teologia dogmatica all'Università cattolica di Nimega. La delegazione del Vaticano era composta dal gesuita belga Édouard Dhanis, il salesiano olandese John Visser, e il domenicano belga Benedict Lemeer. L'incontro ebbe luogo a Gazzada dall'8 al 10 aprile 1967. Il Vaticano richiese di rivedere un elenco di 14 puntiː
- il concepimento verginale di Maria
- il peccato originale
- l'espiazione del vicario, distribuita in due punti: a) la soddisfazione offerta da Cristo al Padre; b) l'offerta sacrificale e propiziatoria della Croce
- l'Eucaristia, suddivisa in 3 punti: a) il sacrificio eucaristico; b) la presenza eucaristica di Cristo; d) la conversione eucaristica
- l'esistenza degli angeli
- la creazione immediata dell'anima
- la vita futura
- alcune domande morali
- il controllo delle nascite
- il primato del Sommo Pontefice.

Quarantacinque punti minori che erano nel dibattito non sono stati discussi.
La delegazione olandese ha accettato di effettuare rettifiche; è seguita una relazione in latino che riassumeva il punto di vista di ciascuna delegazione.
Nell'autunno del 1967, una commissione di teologi olandesi fu incaricata della revisione, che fu presentata a sei cardinali componenti una nuova commissione cardinalizia che avrebbe dovuto esaminare il Nuovo catechismo, tenendo presente la sua già vasta diffusione grazie alle traduzioni già effettuate nelle varie lingue.
La relazione dei cardinali uscì il 24 dicembre 1967. Era composta da tre parti e da un'appendice. Il titolo delle tre parti era:
- Domande principali che trattano i 14 punti
- Punti secondari (ridotti a una trentina)
- Modifiche proposte dagli autori del Catechismo olandese.

Il titolo dell'appendice era:
- Testo aggiuntivo sui sacramenti e la grazia.

Nel gennaio 1968 la Commissione richiese esplicitamente al Concilio Pastorale Nazionale olandese che fossero introdotti mutamenti al testo pubblicato. Tali cambiamenti riguardavano 18 punti maggiori e 32 punti minori.
La proclamazione del Credo del popolo di Dio da parte di Paolo VI fu considerata dall'episcopato olandese come una risposta unilaterale alla propria presunta devianza dottrinale. Esso fu pubblicato all'interno della  Solemni hac liturgia e ufficialmente inserito negli Acta Sanctae Sedis.  Il giornalista francese Jean d'Hospital non è stato l'unico a giudicare questo Credo come la risposta effettiva e magisteriale al Nuovo Catechismo.
Il movimento liberale aveva da tempo sviluppato teologie completamente alternative, mentre la Curia romana fece redigere il Catechismo della Chiesa cattolica a partire 1985 quale riferimento mondiale (pubblicato nel 1992; compendio nel 2005). Originariamente pensato soprattutto come modello per i catechismi regionali, le varie traduzioni furono un continuo successo giornalistico.

## Revisione e supplemento al testo originale
Nel giugno 1967, a seguito della relazione furono nominati sei cardinali per effettuare la revisione: Charles Journet, Josef Frings, Joseph-Charles Lefèbvre, Lorenz Jager, Ermenegildo Florit e Michael Browne. Essi si fecero assistere da 7 teologi due dei quali olandesi. Nell'ottobre 1968 la commissione cardinalizia pubblicò una Declaratio, indicando le correzioni necessarie.
I vescovi olandesi, tuttavia, si rifiutarono di modificare il testo originale, ma nel 1969 provvidero a pubblicare un supplemento separato al Nuovo catechismo il cui testo, con il separato supplemento allegato, rimase in vigore nei Paesi Bassi fino alla comparsa del Catechismo della Chiesa Cattolica del 1992 edito dalla Congregazione per la Dottrina della Fede, all'epoca presieduta dal cardinale Joseph Ratzinger, futuro Papa Benedetto XVI.
Successivamente, nel 1970, il Consiglio pastorale olandese si pronunciò a grandissima maggioranza per una dissociazione tra sacerdozio e celibato obbligatorio. La deliberazione, in contrasto con la recente enciclica paolina Sacerdotalis Caelibatus, fu considerata una nuova sfida alla dottrina della chiesa. Il merito di aver evitato uno scisma fu del cardinale Bernard Jan Alfrink, che corse in Vaticano a far da mediatore.
Questa vicenda e il clima di protesta divise profondamente il clero e la Chiesa olandese, che non si riprenderanno mai. Tra il 1965 e il 1977, il numero delle ordinazioni annuali passò da 318 a 16. Nello stesso periodo lasciarono la veste talare oltre duemila sacerdoti olandesi.

## Edizioni
- (NL)  De nieuwe Katechismus: geloofsverkondiging voor volwassenen; Hilversum-Antwerpen u. a.: Brand u. a. 1966. OCLC 1067616563, OCLC 245800532, OCLC 851170943
- (IT)  Il nuovo catechismo olandese : struttura, commento e storia, Questitalia, Venezia, 1968. OCLC 1403657287 (estratto dalla rivista Questitalia, anno 11, marzo-maggio 1968, nn. 120-122; p. 90-180)
- (IT)  Giuseppe De Rosa, Il nuovo catechismo olandese,  La civiltà cattolica, Roma, 1968, 44 p. OCLC 1405120742 (estratto da: La civiltà cattolica, 1968 (4., 421-435; 494-499; 550-569, quaderni 2843-2844)
- (IT)  Il nuovo Catechismo olandese : annuncio della fede agli uomini di oggi : con la "Dichiarazione della Commissione Cardinalizia" del 15 ottobre 1968 e il "Supplemento al Nuovo Catechismo",  Elle Di Ci, Torino-Leumann, 1969, XIX, 624 p. OCLC 958190410
- (DE)  Josef Dreißen, Hoger Katechetisch Instituut, Glaubensverkündigung für Erwachsene. Deutsche Ausgabe des Holländischen Katechismus; Nijmegen – Utrecht: Dekker vd Van de Vegt boekverkopers, 1968. OCLC 611771238
- (DE)  Glaubensverkündigung für Erwachsene: deutsche Ausgabe des Holländischen Katechismus; Freiburg im Breisgau: Herder 1969 (als Tb.: 198312; ISBN 3-451-01882-9, OCLC 925855695